# Барашьян, Юрий Сергеевич
Юрий Барашьян (укр. Юрий Барашьян; род. 18 октября 1979, Феодосия, Крымская область) — украинский и российский боксёр-профессионал, выступавший в полутяжёлой и 1-й тяжёлой весовых категориях. Чемпион Европы по версии EBU, интерконтинентальный чемпион по версии WBA.
С 1995 по 2000 год занимался кикбоксингом.

## Биография
Образование высшее: окончил Феодосийский государственный  финансово- экономический  институт  международного центра рыночных  отношений.
Заниматься спортом начал в спортивном клубе «Дракон» в Феодосии. Становился многократным победителем чемпионата Украины и международных турниров. Входил в состав национальной сборной.
Дебютировал как профессионал в декабре 2001 года.
В апреле 2003 года проиграл по очкам Андрею Шкаликову. В сентябре 2003 года Барашьян проиграл по очкам Роберту Штиглицу.
23 февраля 2008 года победил немецкого боксёра  Томаса Ульриха и завоевал титул чемпиона Европы по версии EBU.
В июле 2008 года получил право на титульный бой за вакантный пояс WBA в 1-м тяжёлом весе. Украинец поехал в Аргентину к местному бойцу Уго Эрнану Гараю. Барашьян проиграл с разгромным счётом по очкам.
В январе 2009 года украинец получил право на поединок против чемпиона мира в 1-м тяжёлом весе по версии WBO Жолта Эрдея. Барашян вышел на бой с перевесом, поэтому на титул стоял на кону только для чемпиона. Украинец вновь проиграл по очкам.